# Xystrocera erosa
Xystrocera erosa är en skalbaggsart som beskrevs av Francis Polkinghorne Pascoe 1864. Xystrocera erosa ingår i släktet Xystrocera och familjen långhorningar.
Artens utbredningsområde är:
- Botswana.
- Lesotho.
- Moçambique.
- Zimbabwe.

Inga underarter finns listade i Catalogue of Life.